# Монастырь Ораховица
Монастырь Ораховица (серб. Манастир Ораховица) — монастырь Сербской православной церкви, находящийся на территории современной Хорватии неподалёку от Вировитицы. В исторических источниках неоднократно также называется Ремета. Своё имя монастырь получил по названию вершины горы Ораховица, которая ныне именуется Соколовина.

## История
Первое упоминание о монастыре датируется 1583 годом. В источниках говорится, что на этом месте были церковь Святого Николая и игумен Максим. В 1594 году была построена новая церковь, тогда же расписанная, а в 1607 году был сделан новый иконостас. В монастыре активно переписывались и переплетались книги. В 1650 году церковь была обновлена.
После разгрома турок под Веной началось освобождение Славонии, которое завершилось в 1687 году. Однако при отступлении турки оставляли за собой выжженную землю. В окрестностях монастыря были полностью уничтожены 28 сёл, в 23 уцелевших осталось только 280 семей. Турки сожгли и сам монастырь, а монахов убили или увели в рабство. Спустя некоторое время в монастырь вернулись только двое выживших монахов - Исаия и Орест, которые начали его восстановление при помощи монахов из уничтоженных в Боснии монастырей Липле и Ступле. 
С 1688 года в крае началось распространение униатства. Первым на этот путь встал сремский епископ Лонгин Райич. Распространить униатство в Ораховице пытался его брат Йов Райич, однако в ситуацию вмешался патриарх Арсений III Черноевич, который полностью искоренил униатство в этом районе. Дальнейшие попытки униатов проникнуть в район Ораховицы наталкивались на решительное сопротивление местных сербов. 
Нормальная жизнь в монастыре началась в 1705 году, когда прибыл епископ Софроний Подгоричанин. После полного вытеснения турок из Славонии началось и восстановление монастыря. В XVIII веке в монастыре жило множество монахов - 50 иеромонахов и 12 диаконов. Они также учили и молодых богословов. В 1757 и 1758 гг. было проведено обновление монастыря. Тогда неподалёку от монастыря жили и несколько монахинь, последняя из которых, Герасима Протич, умерла в 1839 году. 
В годы Первой мировой войны монастырь австро-венгерскими властями был превращён в тюрьму для сербских священников. После войны монастырь прошёл комплексную реставрацию. В годы Второй мировой войны хорватские усташи убили или изгнали из этих районом значительное число сербов, а вместе с ним и монахов Ораховицы. Монастырь стал опорным пунктом усташей и домобранов. В 1943 году из-за слухов о его переходе немцам монастырь сожгли партизаны.
В 1952 году началось его восстановление. В 1991 году, во время распада СФРЮ, монастырь покинули последние два монаха. В настоящее время, несмотря на отсутствие монахов, идёт обновление монастыря.